# Torneo Clausura 2012 Liga de Ascenso
El Torneo Clausura 2012 de la Liga de Ascenso fue el 34° torneo de la Liga de Ascenso de México. Comenzó el 6 de enero de 2012, y contó con la participación de 15 equipos, a diferencia de los 16 que compitieron en el Apertura 2011, esto debido a que la Federación Mexicana de Fútbol desafilió al club Indios a finales de diciembre de 2011, ante adeudos no cubiertos en tiempo y forma principalmente. Dadas las circunstancias, al término del Clausura 2012 no hubo descenso a la Segunda División, y en cada jornada del torneo uno de los clubes participantes descansó.
La final del torneo se llevó a cabo el 2 y el 5 de mayo (partidos de ida y de vuelta), entre los clubes León y Lobos BUAP, siendo el primero el campeón al derrotar a Lobos BUAP con un marcador global 7:3. En calidad de campeón del clausura 2012, León se enfrentó a Correcaminos UAT, campeón del Apertura 2011, en la final por el ascenso realizada el 9 y el 12 de mayo de 2012, en donde León resultó vencedor con un marcador global de 6:2, y por lo tanto ascenderá a la Primera División Nacional a partir del Apertura 2012. En caso de que Correcaminos UAT hubiera ganado este torneo, ascendía automáticamente al máximo circuito futbolístico del país, sin necesidad de una final por el ascenso.

## Sistema de competición
El sistema de calificación de este torneo es el mismo del Torneo Apertura 2011. Este se desarrolla en dos fases:
- Fase de calificación: que se integra por las 15 jornadas del torneo.
- Fase final: que se integra por los partidos de ida y vuelta en rondas de cuartos de final, de semifinal y final.

### Fase de calificación
En la fase de calificación —del 6 de enero al 15 de abril de 2012— participan los 15 clubes de la Liga de Ascenso de México jugando todos contra todos durante las 15 jornadas respectivas, a un solo partido. El 28 de diciembre de 2011, a pocos días del comienzo formal del Clausura 2012, la Federación Mexicana de Fútbol desafilió al club Indios debido a que no cubrió adeudos a sus jugadores en un plazo determinado. Respecto a la fase de calificación, se obtienen 3 puntos por juego ganado, y 1 por juego empatado.
El orden de los clubes al final de la fase de calificación del torneo corresponde a la suma de los puntos obtenidos por cada uno de ellos y se presenta en forma descendente. Si al finalizar las 15 jornadas del torneo, dos o más clubes empatan en puntos, su posición en la tabla general sería determinada atendiendo a los siguientes criterios de desempate:
1. Mejor diferencia entre los goles anotados y recibidos.
2. Mayor número de goles anotados.
3. Marcadores particulares entre los clubes empatados.
4. Mayor número de goles anotados como visitante.
5. Sorteo.

### Fase final
Los siete primeros equipos de la tabla general son los calificados para la fase final del torneo. Los partidos correspondientes a la fase final se desarrollan a visita recíproca y los equipos mejor ubicados recibieron el partido de vuelta, en las siguientes etapas:
- Cuartos de final
- Semifinales
- Final

En esta fase, en caso de empate en el marcador global (resultado de los partidos de ida y de vuelta) el equipo mejor ubicado en la tabla general de la fase de calificación sería el que avanzara a la siguiente fase. En la final, en caso de empate en el marcador global, se añadirían dos periodos de 15 minutos y, en caso de mantenerse la igualdad, se procedería a los tiros penales.

## Equipos por estado
Para esta temporada 2011-12, los estados de la República Mexicana con más equipos profesionales en la Liga de Ascenso son Guanajuato y Tamaulipas con tres y dos equipos cada uno, respectivamente. 
| Estado           | N.º | Equipos                     |
| ---------------- | --- | --------------------------- |
| Guanajuato       | 3   | Celaya, Irapuato y León     |
| Tamaulipas       | 2   | Altamira y Correcaminos UAT |
| Estado de México | 1   | Neza                        |
| Michoacán        | 1   | La Piedad                   |
| Sinaloa          | 1   | Dorados                     |
| Veracruz         | 1   | Veracruz                    |
| Puebla           | 1   | Lobos BUAP                  |
| Hidalgo          | 1   | Cruz Azul Hidalgo           |
| Morelos          | 1   | Pumas Morelos               |
| Jalisco          | 1   | Leones Negros               |
| Aguascalientes   | 1   | Necaxa                      |
| Yucatán          | 1   | Mérida                      |

## Equipos participantes
| Club                                       | Ciudad                                | Entrenador           | Estadio                                   | Aforo  |
| ------------------------------------------ | ------------------------------------- | -------------------- | ----------------------------------------- | ------ |
| Altamira FC                                | Altamira, Tamaulipas                  | Ignacio Morales      | Altamira                                  | 13 500 |
| Celaya F.C.                                | Celaya, Guanajuato                    | Miguel Fuentes       | Miguel Alemán Valdés                      | 33 340 |
| Correcaminos U.A.T.                        | Ciudad Victoria, Tamaulipas           | Ignacio Rodríguez    | Marte R. Gómez                            | 18 000 |
| Cruz Azul Hidalgo                          | Ciudad Cooperativa Cruz Azul, Hidalgo | Carlos Jara Saguier  | 10 de diciembre                           | 17 000 |
| Dorados de Sinaloa                         | Culiacán, Sinaloa                     | Robert Dante Siboldi | Banorte                                   | 23 000 |
| Irapuato                                   | Irapuato, Guanajuato                  | Ricardo Rayas        | Sergio León Chávez                        | 35 000 |
| La Piedad                                  | La Piedad, Michoacán                  | Cristóbal Ortega     | Juan Nepomuceno López                     | 18 000 |
| León                                       | León, Guanajuato                      | Gustavo Matosas      | León                                      | 35 000 |
| Leones Negros                              | Guadalajara, Jalisco                  | Luis Alfonso Sosa    | Jalisco                                   | 60 000 |
| Lobos BUAP                                 | Puebla, Puebla                        | Sergio Orduña        | Olímpico de la BUAP                       | 21 750 |
| Mérida FC                                  | Mérida, Yucatán                       | Ricardo Valiño       | Carlos Iturralde Rivero                   | 18 000 |
| Necaxa                                     | Aguascalientes, Aguascalientes        | Milton Queiroz       | Victoria                                  | 25 494 |
| Neza                                       | Nezahualcóyotl, Estado de México      | David Patiño         | Universidad Tecnológica de Nezahualcóyotl | 21 000 |
| Pumas Morelos                              | Cuernavaca, Morelos                   | Enrique López Zarza  | Centenario                                | 14 800 |
| Veracruz                                   | Veracruz, Veracruz                    | Joaquín del Olmo     | Luis "Pirata" Fuente                      | 30 000 |
| Datos actualizados al 31 de marzo de 2012. |                                       |                      |                                           |        |

## Altas y bajas
A continuación se enumeran las respectivas altas y bajas de jugadores registradas por cada club para este torneo Clausura 2012 de la Liga de Ascenso.
| Dorados | Dorados                                                                                                   |
| ------- | --- |
| Altas:  | José Ramón Partida (Tecos) Cuauhtémoc Blanco (Irapuato) Alejandro Acosta (Veracruz) Raúl Ferro (Veracruz) |
| Bajas:  | — |

| Irapuato | Irapuato                    |
| -------- | --------------------------- |
| Altas:   | Matías Alonso (Zamora)      |
| Bajas:   | Cuauhtémoc Blanco (Dorados) |

| La Piedad | La Piedad                                                                             |
| --------- | ------------------------------------------------------------------------------------- |
| Altas:    | Gastón Otreras (Bella Vista) Luis Alberto Orozco (Club Tijuana) Jonathan Piña (Atlas) |
| Bajas:    | César Saldívar (Necaxa)                                                               |

| Club León | Club León                                                    |
| --------- | ------------------------------------------------------------ |
| Altas:    | Marco Iván Pérez (Pachuca) Raúl Ascensión Martínez (Pachuca) |
| Bajas:    | Alfonso Blanco (Pachuca)                                     |

| Lobos BUAP | Lobos BUAP                                             |
| ---------- | ------------------------------------------------------ |
| Altas:     | Omar Tejeda (Veracruz) Miller David Castillo (Peñarol) |
| Bajas:     | Diego Marcelo Ceballos (Almirante Brown)               |

| Mérida FC | Mérida FC             |
| --------- | --------------------- |
| Altas:    | —                     |
| Bajas:    | Kevin Zapata (Puebla) |

| Necaxa | Necaxa                                                                                                  |
| ------ | --- |
| Altas: | Paulo Pezzolano César Saldívar (La Piedad) Joaquín Martínez (América) Juan Manuel Cavallo (Desamparados |
| Bajas: | Gerardo Galindo (Tecos) José Antonio Castro (Tecos)                                                     |

| Toros Neza | Toros Neza                                      |
| ---------- | ----------------------------------------------- |
| Altas:     | —                                               |
| Bajas:     | Víctor Guajardo (Morelia) Diego Mejía (Morelia) |

| Veracruz | Veracruz                                                                 |
| -------- | ------------------------------------------------------------------------ |
| Altas:   | —                                                                        |
| Bajas:   | Omar Tejeda (Lobos BUAP) Raúl Ferro (Dorados) Alejandro Acosta (Dorados) |

## Tabla general
| Pos. | Equipo            | Pts. | PJ | G  | E | P | GF | GC | Dif. | Clasificación                   |
| ---- | ----------------- | ---- | -- | -- | - | - | -- | -- | ---- | ------------------------------- |
| 1    | León (C)          | 34   | 14 | 10 | 4 | 0 | 41 | 13 | +28  | Semifinales de la liguilla      |
| 2    | Mérida            | 28   | 14 | 8  | 4 | 2 | 16 | 8  | +8   | Cuartos de final de la liguilla |
| 3    | Necaxa            | 27   | 14 | 8  | 3 | 3 | 20 | 13 | +7   | Cuartos de final de la liguilla |
| 4    | Neza              | 24   | 14 | 6  | 6 | 2 | 25 | 16 | +9   | Cuartos de final de la liguilla |
| 5    | Lobos BUAP        | 20   | 14 | 6  | 2 | 6 | 20 | 20 | 0    | Cuartos de final de la liguilla |
| 6    | Leones Negros     | 20   | 14 | 5  | 5 | 4 | 11 | 11 | 0    | Cuartos de final de la liguilla |
| 7    | Correcaminos UAT  | 19   | 14 | 5  | 4 | 5 | 22 | 16 | +6   | Cuartos de final de la liguilla |
| 8    | La Piedad         | 19   | 14 | 5  | 4 | 5 | 22 | 17 | +5   |                                 |
| 9    | Celaya            | 19   | 14 | 5  | 4 | 5 | 20 | 23 | −3   |                                 |
| 10   | Irapuato          | 16   | 14 | 4  | 4 | 6 | 13 | 17 | −4   |                                 |
| 11   | Dorados           | 14   | 14 | 4  | 2 | 8 | 15 | 23 | −8   |                                 |
| 12   | Pumas Morelos     | 13   | 14 | 3  | 4 | 7 | 7  | 16 | −9   |                                 |
| 13   | Altamira          | 13   | 14 | 4  | 1 | 9 | 15 | 29 | −14  |                                 |
| 14   | Veracruz          | 12   | 14 | 3  | 3 | 8 | 13 | 24 | −11  |                                 |
| 15   | Cruz Azul Hidalgo | 10   | 14 | 2  | 4 | 8 | 14 | 28 | −14  |                                 |

 Fuente: [cita requerida]
Notas:
1. ↑  Leones Negros debía descender a la Liga Premier, pero gracias a la desafiliación de Indios al finalizar el Apertura 2011, el descenso fue anulado.

## Tabla de cocientes
En este año futbolístico no hubo descenso ante la desafiliación de Indios al finalizar el Apertura 2011. Todos los puntos, goles a favor y en contra conseguidos en los partidos ante Indios, no tendrán validez para la tabla de cocientes.
| Pos. | Equipo            | A-2009           | B-2010           | A-2010           | C-2011           | A-2011 | C-2012 | Puntos | PJ | Dif. | Cociente |
| ---- | ----------------- | ---------------- | ---------------- | ---------------- | ---------------- | ------ | ------ | ------ | -- | ---- | -------- |
| 1.   | León              | 21               | 34               | 25               | 34               | 20     | 34     | 168    | 92 | +70  | 1.8261   |
| 2.   | Necaxa            | Primera División | Primera División | Primera División | Primera División | 20     | 27     | 47     | 28 | +7   | 1.6786   |
| 3.   | Irapuato          | 32               | 23               | 24               | 33               | 20     | 16     | 148    | 92 | +27  | 1.6087   |
| 4.   | Lobos BUAP        | 28               | 24               | 27               | 15               | 18     | 20     | 132    | 92 | +4   | 1.4348   |
| 5.   | Neza              | 24               | 17               | 9                | 29               | 23     | 24     | 126    | 92 | +4   | 1.3696   |
| 6.   | Correcaminos UAT  | 19               | 24               | 15               | 24               | 24     | 19     | 125    | 92 | +18  | 1.3587   |
| 7.   | La Piedad         | 18               | 25               | 18               | 15               | 28     | 19     | 123    | 92 | −3   | 1.3370   |
| 8.   | Dorados           | 26               | 19               | 22               | 24               | 14     | 14     | 119    | 92 | −21  | 1.2935   |
| 9.   | Pumas Morelos     | 21               | 26               | 19               | 19               | 20     | 13     | 118    | 92 | −14  | 1.2826   |
| 10.  | Altamira          | Liga Premier     | Liga Premier     | 23               | 21               | 19     | 13     | 76     | 60 | −18  | 1.2667   |
| 11.  | Cruz Azul Hidalgo | 25               | 23               | 22               | 24               | 12     | 10     | 116    | 92 | −8   | 1.2609   |
| 12.  | Mérida            | 24               | 22               | 12               | 16               | 12     | 28     | 114    | 92 | −4   | 1.2391   |
| 13.  | Celaya            | Liga Premier     | Liga Premier     | Liga Premier     | Liga Premier     | 15     | 19     | 34     | 28 | −9   | 1.2143   |
| 14.  | Veracruz          | -                | -                | -                | -                | 22     | 12     | 34     | 28 | −11  | 1.2143   |
| 15.  | Leones Negros     | 13               | 13               | 18               | 14               | 12     | 20     | 90     | 92 | −38  | 0.9783   |

## Torneo regular
- Los horarios son correspondientes al Tiempo del Centro de México (UTC-6 y UTC-5 en horario de verano).[4]

| Jornada 1         | Jornada 1 | Jornada 1     | Jornada 1               | Jornada 1  | Jornada 1 | Jornada 1 |
| Local             | Resultado | Visitante     | Estadio                 | Fecha      | Hora      |           |
| ----------------- | --------- | ------------- | ----------------------- | ---------- | --------- | --------- |
| Altamira          | 1 - 2     | Neza          | Altamira                | 6 de enero | 19:00     |           |
| Veracruz          | 1 - 0     | Pumas Morelos | Luis "Pirata" Fuente    | 7 de enero | 16:00     |           |
| Mérida            | 2 - 0     | Necaxa        | Carlos Iturralde Rivero | 7 de enero | 19:00     |           |
| León              | 2 - 0     | Correcaminos  | León                    | 7 de enero | 20:00     |           |
| Celaya            | 1 - 2     | Leones Negros | Miguel Alemán Valdés    | 7 de enero | 20:50     |           |
| Cruz Azul Hidalgo | 2 - 3     | Lobos BUAP    | 10 de diciembre         | 8 de enero | 12:00     |           |
| La Piedad         | 3 - 0     | Irapuato      | Juan N. López           | 4 de abril | 16:00     |           |
| DESCANSO:         | DESCANSO: | DESCANSO:     | Dorados                 | Dorados    | Dorados   |           |

| Jornada 2     | Jornada 2 | Jornada 2         | Jornada 2          | Jornada 2   | Jornada 2 | Jornada 2 |
| Local         | Resultado | Visitante         | Estadio            | Fecha       | Hora      |           |
| ------------- | --------- | ----------------- | ------------------ | ----------- | --------- | --------- |
| Necaxa        | 1 - 1     | León              | Victoria           | 13 de enero | 20:00     |           |
| Correcaminos  | 2 - 2     | La Piedad         | Marte R. Gómez     | 13 de enero | 20:30     |           |
| Leones Negros | 1 - 1     | Cruz Azul Hidalgo | Jalisco            | 13 de enero | 20:45     |           |
| Pumas Morelos | 2 - 1     | Celaya            | Centenario         | 14 de enero | 16:00     |           |
| Irapuato      | 2 - 1     | Veracruz          | Sergio León Chávez | 14 de enero | 19:00     |           |
| Neza          | 1 - 1     | Dorados           | Neza 86            | 15 de enero | 12:00     |           |
| Lobos BUAP    | 3 - 1     | Altamira          | Cuauhtémoc         | 15 de enero | 19:00     |           |
| DESCANSO:     | DESCANSO: | DESCANSO:         | Mérida             | Mérida      | Mérida    |           |

| Jornada 3         | Jornada 3 | Jornada 3     | Jornada 3               | Jornada 3   | Jornada 3 | Jornada 3 |
| Local             | Resultado | Visitante     | Estadio                 | Fecha       | Hora      |           |
| ----------------- | --------- | ------------- | ----------------------- | ----------- | --------- | --------- |
| Altamira          | 1 - 0     | Leones Negros | Altamira                | 20 de enero | 19:00     |           |
| Necaxa            | 1 - 0     | Correcaminos  | Victoria                | 20 de enero | 20:00     |           |
| Veracruz          | 2 - 3     | La Piedad     | Luis "Pirata" Fuente    | 21 de enero | 16:00     |           |
| Mérida            | 1 - 1     | Neza          | Carlos Iturralde Rivero | 21 de enero | 19:00     |           |
| Dorados           | 1 - 0     | Lobos BUAP    | Banorte                 | 21 de enero | 20:00     |           |
| Celaya            | 2 - 1     | Irapuato      | Miguel Alemán Valdés    | 21 de enero | 20:50     |           |
| Cruz Azul Hidalgo | 0 - 0     | Pumas Morelos | 10 de diciembre         | 22 de enero | 12:00     |           |
| DESCANSO:         | DESCANSO: | DESCANSO:     | León                    | León        | León      |           |

| Jornada 4     | Jornada 4 | Jornada 4         | Jornada 4          | Jornada 4   | Jornada 4 | Jornada 4 |
| Local         | Resultado | Visitante         | Estadio            | Fecha       | Hora      |           |
| ------------- | --------- | ----------------- | ------------------ | ----------- | --------- | --------- |
| Correcaminos  | 1 - 2     | Veracruz          | Marte R. Gómez     | 27 de enero | 20:30     |           |
| Leones Negros | 2 - 0     | Dorados           | Jalisco            | 27 de enero | 20:45     |           |
| Pumas Morelos | 0 - 1     | Altamira          | Centenario         | 28 de enero | 16:00     |           |
| Irapuato      | 1 - 0     | Cruz Azul Hidalgo | Sergio León Chávez | 28 de enero | 19:00     |           |
| Neza          | 3 - 4     | León              | Neza 86            | 29 de enero | 12:00     |           |
| Lobos BUAP    | 1 - 2     | Mérida            | Cuauhtémoc         | 29 de enero | 12:00     |           |
| La Piedad     | 1 - 2     | Celaya            | Juan N. López      | 29 de enero | 12:30     |           |
| DESCANSO:     | DESCANSO: | DESCANSO:         | Necaxa             | Necaxa      | Necaxa    |           |

| Jornada 5         | Jornada 5 | Jornada 5     | Jornada 5               | Jornada 5    | Jornada 5    | Jornada 5 |
| Local             | Resultado | Visitante     | Estadio                 | Fecha        | Hora         |           |
| ----------------- | --------- | ------------- | ----------------------- | ------------ | ------------ | --------- |
| Altamira          | 1 - 1     | Irapuato      | Altamira                | 3 de febrero | 19:00        |           |
| Necaxa            | 0 - 2     | Neza          | Victoria                | 3 de febrero | 20:00        |           |
| Mérida            | 0 - 1     | Leones Negros | Carlos Iturralde Rivero | 4 de febrero | 19:00        |           |
| León              | 5 - 2     | Lobos BUAP    | León                    | 4 de febrero | 20:00        |           |
| Dorados           | 2 - 0     | Pumas Morelos | Banorte                 | 4 de febrero | 20:00        |           |
| Celaya            | 2 - 1     | Veracruz      | Miguel Alemán Valdés    | 4 de febrero | 20:50        |           |
| Cruz Azul Hidalgo | 2 - 1     | La Piedad     | 10 de diciembre         | 5 de febrero | 12:00        |           |
| DESCANSO:         | DESCANSO: | DESCANSO:     | Correcaminos            | Correcaminos | Correcaminos |           |

| Jornada 6     | Jornada 6 | Jornada 6         | Jornada 6            | Jornada 6     | Jornada 6 | Jornada 6 |
| Local         | Resultado | Visitante         | Estadio              | Fecha         | Hora      |           |
| ------------- | --------- | ----------------- | -------------------- | ------------- | --------- | --------- |
| Lobos BUAP    | 1 - 2     | Necaxa            | Olímpico de la BUAP  | 10 de febrero | 16:00     |           |
| Correcaminos  | 1 - 1     | Celaya            | Marte R. Gómez       | 10 de febrero | 20:30     |           |
| Leones Negros | 0 - 0     | León              | Jalisco              | 10 de febrero | 20:45     |           |
| Veracruz      | 1 - 1     | Cruz Azul Hidalgo | Luis "Pirata" Fuente | 11 de febrero | 16:00     |           |
| Irapuato      | 1 - 0     | Dorados           | Sergio León Chávez   | 11 de febrero | 19:15     |           |
| La Piedad     | 2 - 0     | Altamira          | Juan N. López        | 12 de febrero | 12:30     |           |
| Pumas Morelos | 1 - 0     | Mérida            | Centenario           | 7 de marzo    | 16:00     |           |
| DESCANSO:     | DESCANSO: | DESCANSO:         | Neza                 | Neza          | Neza      |           |

| Jornada 7         | Jornada 7 | Jornada 7     | Jornada 7               | Jornada 7     | Jornada 7  | Jornada 7 |
| Local             | Resultado | Visitante     | Estadio                 | Fecha         | Hora       |           |
| ----------------- | --------- | ------------- | ----------------------- | ------------- | ---------- | --------- |
| Altamira          | 2 - 0     | Veracruz      | Altamira                | 17 de febrero | 19:00      |           |
| Necaxa            | 1 - 0     | Leones Negros | Victoria                | 17 de febrero | 20:00      |           |
| Mérida            | 1 - 0     | Irapuato      | Carlos Iturralde Rivero | 18 de febrero | 19:00      |           |
| León              | 3 - 0     | Pumas Morelos | León                    | 18 de febrero | 20:00      |           |
| Dorados           | 1 - 2     | La Piedad     | Banorte                 | 18 de febrero | 20:00      |           |
| Cruz Azul Hidalgo | 2 - 3     | Celaya        | 10 de diciembre         | 19 de febrero | 12:00      |           |
| Neza              | 1 - 1     | Correcaminos  | Neza 86                 | 19 de febrero | 12:00      |           |
| DESCANSO:         | DESCANSO: | DESCANSO:     | Lobos BUAP              | Lobos BUAP    | Lobos BUAP |           |

| Jornada 8     | Jornada 8 | Jornada 8         | Jornada 8            | Jornada 8     | Jornada 8     | Jornada 8 |
| Local         | Resultado | Visitante         | Estadio              | Fecha         | Hora          |           |
| ------------- | --------- | ----------------- | -------------------- | ------------- | ------------- | --------- |
| Correcaminos  | 5 - 0     | Cruz Azul Hidalgo | Marte R. Gómez       | 24 de febrero | 20:30         |           |
| Pumas Morelos | 1 - 1     | Necaxa            | Centenario           | 25 de febrero | 16:00         |           |
| Veracruz      | 1 - 0     | Dorados           | Luis "Pirata" Fuente | 25 de febrero | 16:00         |           |
| Irapuato      | 1 - 2     | León              | Sergio León Chávez   | 25 de febrero | 19:00         |           |
| Celaya        | 2 - 0     | Altamira          | Miguel Alemán Valdés | 25 de febrero | 20:50         |           |
| Lobos BUAP    | 0 - 1     | Neza              | Olímpico de la BUAP  | 26 de febrero | 12:00         |           |
| La Piedad     | 0 - 0     | Mérida            | Juan N. López        | 26 de febrero | 12:30         |           |
| DESCANSO:     | DESCANSO: | DESCANSO:         | Leones Negros        | Leones Negros | Leones Negros |           |

| Jornada 9  | Jornada 9 | Jornada 9         | Jornada 9               | Jornada 9     | Jornada 9     | Jornada 9 |
| Local      | Resultado | Visitante         | Estadio                 | Fecha         | Hora          |           |
| ---------- | --------- | ----------------- | ----------------------- | ------------- | ------------- | --------- |
| Lobos BUAP | 2 - 0     | Correcaminos      | Olímpico de la BUAP     | 2 de marzo    | 16:00         |           |
| Altamira   | 3 - 4     | Cruz Azul Hidalgo | Altamira                | 2 de marzo    | 19:00         |           |
| Necaxa     | 3 - 1     | Irapuato          | Victoria                | 2 de marzo    | 20:00         |           |
| Mérida     | 1 - 1     | Veracruz          | Carlos Iturralde Rivero | 3 de marzo    | 19:00         |           |
| León       | 1 - 1     | La Piedad         | León                    | 3 de marzo    | 20:00         |           |
| Dorados    | 2 - 1     | Celaya            | Banorte                 | 3 de marzo    | 20:00         |           |
| Neza       | 3 - 0     | Leones Negros     | Neza 86                 | 4 de marzo    | 12:00         |           |
| DESCANSO:  | DESCANSO: | DESCANSO:         | Pumas Morelos           | Pumas Morelos | Pumas Morelos |           |

| Jornada 10        | Jornada 10 | Jornada 10 | Jornada 10           | Jornada 10  | Jornada 10 | Jornada 10 |
| Local             | Resultado  | Visitante  | Estadio              | Fecha       | Hora       |            |
| ----------------- | ---------- | ---------- | -------------------- | ----------- | ---------- | ---------- |
| Correcaminos      | 4 - 0      | Altamira   | Marte R. Gómez       | 9 de marzo  | 20:30      |            |
| Leones Negros     | 2 - 3      | Lobos BUAP | Jalisco              | 9 de marzo  | 20:45      |            |
| Pumas Morelos     | 1 - 0      | Neza       | Centenario           | 10 de marzo | 16:00      |            |
| Veracruz          | 2 - 5      | León       | Luis "Pirata" Fuente | 10 de marzo | 18:00      |            |
| Celaya            | 1 - 2      | Mérida     | Miguel Alemán Valdés | 10 de marzo | 20:50      |            |
| Cruz Azul Hidalgo | 1 - 1      | Dorados    | 10 de diciembre      | 11 de marzo | 12:00      |            |
| La Piedad         | 1 - 2      | Necaxa     | Juan N. López        | 11 de marzo | 12:30      |            |
| DESCANSO:         | DESCANSO:  | DESCANSO:  | Irapuato             | Irapuato    | Irapuato   |            |

| Jornada 11    | Jornada 11 | Jornada 11        | Jornada 11              | Jornada 11  | Jornada 11 | Jornada 11 |
| Local         | Resultado  | Visitante         | Estadio                 | Fecha       | Hora       |            |
| ------------- | ---------- | ----------------- | ----------------------- | ----------- | ---------- | ---------- |
| Lobos BUAP    | 1 - 1      | Pumas Morelos     | Olímpico de la BUAP     | 16 de marzo | 16:00      |            |
| Necaxa        | 3 - 0      | Veracruz          | Victoria                | 16 de marzo | 20:00      |            |
| Leones Negros | 0 - 0      | Correcaminos      | Jalisco                 | 16 de marzo | 20:45      |            |
| Mérida        | 1 - 0      | Cruz Azul Hidalgo | Carlos Iturralde Rivero | 17 de marzo | 19:00      |            |
| León          | 5 - 0      | Celaya            | León                    | 17 de marzo | 20:00      |            |
| Dorados       | 4 - 3      | Altamira          | Banorte                 | 17 de marzo | 20:00      |            |
| Neza          | 2 - 2      | Irapuato          | Neza 86                 | 18 de marzo | 12:00      |            |
| DESCANSO:     | DESCANSO:  | DESCANSO:         | La Piedad               | La Piedad   | La Piedad  |            |

| Jornada 12        | Jornada 12 | Jornada 12    | Jornada 12           | Jornada 12  | Jornada 12 | Jornada 12 |
| Local             | Resultado  | Visitante     | Estadio              | Fecha       | Hora       |            |
| ----------------- | ---------- | ------------- | -------------------- | ----------- | ---------- | ---------- |
| Altamira          | 0 - 2      | Mérida        | Altamira             | 23 de marzo | 19:00      |            |
| Correcaminos      | 4 - 2      | Dorados       | Marte R. Gómez       | 23 de marzo | 20:30      |            |
| Pumas Morelos     | 0 - 1      | Leones Negros | Centenario           | 24 de marzo | 16:00      |            |
| Irapuato          | 2 - 0      | Lobos BUAP    | Sergio León Chávez   | 24 de marzo | 19:00      |            |
| Celaya            | 2 - 2      | Necaxa        | Miguel Alemán Valdés | 24 de marzo | 20:50      |            |
| Cruz Azul Hidalgo | 0 - 3      | León          | 10 de diciembre      | 25 de marzo | 12:00      |            |
| La Piedad         | 2 - 2      | Neza          | Juan N. López        | 25 de marzo | 12:30      |            |
| DESCANSO:         | DESCANSO:  | DESCANSO:     | Veracruz             | Veracruz    | Veracruz   |            |

| Jornada 13    | Jornada 13 | Jornada 13        | Jornada 13              | Jornada 13  | Jornada 13 | Jornada 13 |
| Local         | Resultado  | Visitante         | Estadio                 | Fecha       | Hora       |            |
| ------------- | ---------- | ----------------- | ----------------------- | ----------- | ---------- | ---------- |
| Lobos BUAP    | 1 - 0      | La Piedad         | Olímpico de la BUAP     | 30 de marzo | 16:00      |            |
| Necaxa        | 1 - 0      | Cruz Azul Hidalgo | Victoria                | 30 de marzo | 20:00      |            |
| Leones Negros | 0 - 0      | Irapuato          | Jalisco                 | 30 de marzo | 20:45      |            |
| Pumas Morelos | 1 - 2      | Correcaminos      | Centenario              | 31 de marzo | 16:00      |            |
| Mérida        | 1 - 0      | Dorados           | Carlos Iturralde Rivero | 31 de marzo | 19:00      |            |
| León          | 5 - 0      | Altamira          | León                    | 31 de marzo | 20:00      |            |
| Neza          | 2 - 1      | Veracruz          | Neza 86                 | 1 de abril  | 12:00      |            |
| DESCANSO:     | DESCANSO:  | DESCANSO:         | Celaya                  | Celaya      | Celaya     |            |

| Jornada 14 | Jornada 14 | Jornada 14    | Jornada 14              | Jornada 14        | Jornada 14        | Jornada 14 |
| Local      | Resultado  | Visitante     | Estadio                 | Fecha             | Hora              |            |
| ---------- | ---------- | ------------- | ----------------------- | ----------------- | ----------------- | ---------- |
| Altamira   | 2 - 0      | Necaxa        | Altamira                | 6 de abril        | 19:00             |            |
| Veracruz   | 0 - 2      | Lobos BUAP    | Luis "Pirata" Fuente    | 7 de abril        | 18:00             |            |
| Mérida     | 1 - 0      | Correcaminos  | Carlos Iturralde Rivero | 7 de abril        | 19:00             |            |
| Irapuato   | 0 - 0      | Pumas Morelos | Sergio León Chávez      | 7 de abril        | 19:00             |            |
| Dorados    | 1 - 3      | León          | Banorte                 | 7 de abril        | 20:00             |            |
| Celaya     | 1 - 1      | Neza          | Miguel Alemán Valdés    | 7 de abril        | 20:50             |            |
| La Piedad  | 1 - 2      | Leones Negros | Juan N. López           | 8 de abril        | 12:30             |            |
| DESCANSO:  | DESCANSO:  | DESCANSO:     | Cruz Azul Hidalgo       | Cruz Azul Hidalgo | Cruz Azul Hidalgo |            |

| Jornada 15    | Jornada 15 | Jornada 15        | Jornada 15          | Jornada 15  | Jornada 15 | Jornada 15 |
| Local         | Resultado  | Visitante         | Estadio             | Fecha       | Hora       |            |
| ------------- | ---------- | ----------------- | ------------------- | ----------- | ---------- | ---------- |
| Necaxa        | 3 - 0      | Dorados           | Victoria            | 13 de abril | 20:00      |            |
| Correcaminos  | 2 - 1      | Irapuato          | Marte R. Gómez      | 13 de abril | 20:30      |            |
| Leones Negros | 0 - 0      | Veracruz          | Jalisco             | 13 de abril | 20:45      |            |
| Pumas Morelos | 0 - 3      | La Piedad         | Centenario          | 14 de abril | 16:00      |            |
| León          | 2 - 2      | Mérida            | León                | 14 de abril | 20:00      |            |
| Neza          | 4 - 1      | Cruz Azul Hidalgo | Neza 86             | 15 de abril | 12:00      |            |
| Lobos BUAP    | 1 - 1      | Celaya            | Olímpico de la BUAP | 15 de abril | 12:00      |            |
| DESCANSO:     | DESCANSO:  | DESCANSO:         | Altamira            | Altamira    | Altamira   |            |

## Liguilla
Los siete clubes mejor ubicados en la tabla general al término de la jornada 15. 
|  | Cuartos de final                                                 | Cuartos de final                                                 | Cuartos de final                                                 | Cuartos de final                                                 | Cuartos de final                                                 |   |   | Semifinales                                            | Semifinales                                            | Semifinales                                            | Semifinales                                            | Semifinales                                            |  |   | Final                                              | Final                                              | Final                                              | Final                                              | Final                                              |  |
|  | 18 y 19 de abril de 2012 (ida) 21 y 22 de abril de 2012 (vuelta) | 18 y 19 de abril de 2012 (ida) 21 y 22 de abril de 2012 (vuelta) | 18 y 19 de abril de 2012 (ida) 21 y 22 de abril de 2012 (vuelta) | 18 y 19 de abril de 2012 (ida) 21 y 22 de abril de 2012 (vuelta) | 18 y 19 de abril de 2012 (ida) 21 y 22 de abril de 2012 (vuelta) |   |   | 25 de abril de 2012 (ida) 28 de abril de 2012 (vuelta) | 25 de abril de 2012 (ida) 28 de abril de 2012 (vuelta) | 25 de abril de 2012 (ida) 28 de abril de 2012 (vuelta) | 25 de abril de 2012 (ida) 28 de abril de 2012 (vuelta) | 25 de abril de 2012 (ida) 28 de abril de 2012 (vuelta) |  |   | 2 de mayo de 2012 (ida) 5 de mayo de 2012 (vuelta) | 2 de mayo de 2012 (ida) 5 de mayo de 2012 (vuelta) | 2 de mayo de 2012 (ida) 5 de mayo de 2012 (vuelta) | 2 de mayo de 2012 (ida) 5 de mayo de 2012 (vuelta) | 2 de mayo de 2012 (ida) 5 de mayo de 2012 (vuelta) |  |
|  |                                                                  |                                                                  |                                                                  |                                                                  |                                                                  |   |   |                                                        |                                                        |                                                        |                                                        |                                                        |  |   |                                                    |                                                    |                                                    |                                                    |                                                    |  |
|  |                                                                  |                                                                  |                                                                  |                                                                  |                                                                  |   |   |                                                        |                                                        |                                                        |                                                        |                                                        |  |   |                                                    |                                                    |                                                    |                                                    |                                                    |  |
|  |                                                                  |                                                                  |                                                                  |                                                                  |                                                                  |   |   |                                                        |                                                        |                                                        |                                                        |                                                        |  |   |                                                    |                                                    |                                                    |                                                    |                                                    |  |
|  |                                                                  |                                                                  |                                                                  |                                                                  |                                                                  |   |   |                                                        |                                                        |                                                        |                                                        |                                                        |  |   |                                                    |                                                    |                                                    |                                                    |                                                    |  |
|  |                                                                  |                                                                  |                                                                  |                                                                  |                                                                  |   |   |                                                        |                                                        |                                                        |                                                        |                                                        |  |   |                                                    |                                                    |                                                    |                                                    |                                                    |  |
|  |                                                                  | 1                                                                | León                                                             | 1                                                                | 0                                                                | 1 |   |                                                        |                                                        |                                                        |                                                        |                                                        |  |   |                                                    |                                                    |                                                    |                                                    |                                                    |  |
|  |                                                                  |                                                                  |                                                                  |                                                                  |                                                                  | 1 |   |                                                        |                                                        |                                                        |                                                        |                                                        |  |   |                                                    |                                                    |                                                    |                                                    |                                                    |  |
|  |                                                                  |                                                                  | 7                                                                | Correcaminos UAT                                                 | 0                                                                | 0 | 0 |                                                        |                                                        |                                                        |                                                        |                                                        |  |   |                                                    |                                                    |                                                    |                                                    |                                                    |  |
|  | 2                                                                | Mérida                                                           | 7                                                                | Correcaminos UAT                                                 | 0                                                                | 0 | 0 | 0                                                      | 1                                                      | 1                                                      |                                                        |                                                        |  |   |                                                    |                                                    |                                                    |                                                    |                                                    |  |
|  | 2                                                                | Mérida                                                           |                                                                  |                                                                  |                                                                  |   |   |                                                        |                                                        | 1                                                      |                                                        |                                                        |  |   |                                                    |                                                    |                                                    |                                                    |                                                    |  |
|  | 7                                                                | Correcaminos UAT                                                 | 2                                                                | 1                                                                | 3                                                                |   |   |                                                        |                                                        |                                                        |                                                        |                                                        |  |   |                                                    |                                                    |                                                    |                                                    |                                                    |  |
|  | 7                                                                | Correcaminos UAT                                                 | 2                                                                | 1                                                                | 3                                                                |   |   |                                                        |                                                        |                                                        |                                                        |                                                        |  | 1 | León                                               | 3                                                  | 4                                                  | 7                                                  |                                                    |  |
|  |                                                                  |                                                                  |                                                                  |                                                                  |                                                                  |   |   |                                                        |                                                        |                                                        |                                                        |                                                        |  | 1 | León                                               | 3                                                  | 4                                                  | 7                                                  |                                                    |  |
|  |                                                                  |                                                                  | 5                                                                | Lobos BUAP                                                       | 3                                                                | 0 | 3 |                                                        |                                                        |                                                        |                                                        |                                                        |  |   |                                                    |                                                    |                                                    |                                                    |                                                    |  |
|  | 3                                                                | Necaxa (*)                                                       | 5                                                                | Lobos BUAP                                                       | 3                                                                | 0 | 3 | 1                                                      | 0                                                      | 1                                                      |                                                        |                                                        |  |   |                                                    |                                                    |                                                    |                                                    |                                                    |  |
|  | 3                                                                | Necaxa (*)                                                       |                                                                  |                                                                  |                                                                  |   |   |                                                        |                                                        | 1                                                      |                                                        |                                                        |  |   |                                                    |                                                    |                                                    |                                                    |                                                    |  |
|  | 6                                                                | Leones Negros                                                    | 1                                                                | 0                                                                | 1                                                                |   |   |                                                        |                                                        |                                                        |                                                        |                                                        |  |   |                                                    |                                                    |                                                    |                                                    |                                                    |  |
|  | 6                                                                | Leones Negros                                                    | 1                                                                | 0                                                                | 1                                                                |   | 3 | Necaxa                                                 | 0                                                      | 1                                                      | 1                                                      |                                                        |  |   |                                                    |                                                    |                                                    |                                                    |                                                    |  |
|  |                                                                  |                                                                  |                                                                  |                                                                  |                                                                  |   | 3 | Necaxa                                                 | 0                                                      | 1                                                      | 1                                                      |                                                        |  |   |                                                    |                                                    |                                                    |                                                    |                                                    |  |
|  |                                                                  |                                                                  | 5                                                                | Lobos BUAP                                                       | 3                                                                | 0 | 3 |                                                        |                                                        |                                                        |                                                        |                                                        |  |   |                                                    |                                                    |                                                    |                                                    |                                                    |  |
|  | 4                                                                | Neza                                                             | 5                                                                | Lobos BUAP                                                       | 3                                                                | 0 | 3 | 0                                                      | 0                                                      | 0                                                      |                                                        |                                                        |  |   |                                                    |                                                    |                                                    |                                                    |                                                    |  |
|  | 4                                                                | Neza                                                             |                                                                  |                                                                  |                                                                  |   |   |                                                        |                                                        | 0                                                      |                                                        |                                                        |  |   |                                                    |                                                    |                                                    |                                                    |                                                    |  |
|  | 5                                                                | Lobos BUAP                                                       | 1                                                                | 0                                                                | 1                                                                |   |   |                                                        |                                                        |                                                        |                                                        |                                                        |  |   |                                                    |                                                    |                                                    |                                                    |                                                    |  |
|  | 5                                                                | Lobos BUAP                                                       | 1                                                                | 0                                                                | 1                                                                |   |   |                                                        |                                                        |                                                        |                                                        |                                                        |  |   |                                                    |                                                    |                                                    |                                                    |                                                    |  |
|  |                                                                  |                                                                  |                                                                  |                                                                  |                                                                  |   |   |                                                        |                                                        |                                                        |                                                        |                                                        |  |   |                                                    |                                                    |                                                    |                                                    |                                                    |  |

- (*) Avanza por su posición en la tabla general.

- El ganador de este torneo se enfrentó al campeón del Apertura 2011, Correcaminos UAT, para ascender a la Primera División en la final de ascenso.

## Cuartos de final

### Mérida FC-Correcaminos UAT
| 18 de abril de 2012, 19:00 | Correcaminos UAT                                | 2:0 (2:0) | Mérida FC | Estadio Marte R. Gómez, Ciudad Victoria                        |                                                                |
|                            | Juan Manuel Sara 19' · Diego Alberto Olsina 25' | Reporte   |           | Asistencia: 15.000 espectadores Árbitro(s): Quetzalli Alvarado | Asistencia: 15.000 espectadores Árbitro(s): Quetzalli Alvarado |

| 21 de abril de 2012, 19:00 | Mérida FC               | 1:1 (0:0) | Correcaminos UAT    | Estadio Carlos Iturralde Rivero, Mérida                    |                                                            |
|                            | Diego Jiménez Villa 82' | Reporte   | Nicolás Saucedo 73' | Asistencia: 18.000 espectadores Árbitro(s): Gerardo García | Asistencia: 18.000 espectadores Árbitro(s): Gerardo García |

### Necaxa-Leones Negros
| 18 de abril de 2012, 20:50 | Leones Negros          | 1:1 (0:1) | Necaxa             | Estadio Jalisco, Guadalajara                                  |                                                               |
|                            | Cesar Valdovinos 90+4' | Reporte   | Jaime Correa 45+2' | Asistencia: 22.000 espectadores Árbitro(s): Eric Yair Miranda | Asistencia: 22.000 espectadores Árbitro(s): Eric Yair Miranda |

| 21 de abril de 2012, 17:00 | Necaxa | 0:0 (0:0) | Leones Negros | Estadio Victoria, Aguascalientes                             |                                                              |
|                            |        | Reporte   |               | Asistencia: 16.000 espectadores Árbitro(s): Héctor Bisguerra | Asistencia: 16.000 espectadores Árbitro(s): Héctor Bisguerra |

### Toros Neza-Lobos BUAP
| 19 de abril de 2012, 16:00 | Lobos BUAP            | 1:0 (0:0) | Toros Neza | Estadio Olímpico de la BUAP, Puebla                          |                                                              |
|                            | Miller Castillo 90+1' | Reporte   |            | Asistencia: 21.750 espectadores Árbitro(s): Obed Eliud Gómez | Asistencia: 21.750 espectadores Árbitro(s): Obed Eliud Gómez |

| 21 de abril de 2012, 12:00 | Toros Neza | 0:0 (0:0) | Lobos BUAP | Estadio Universidad Tecnológica de Nezahualcóyotl, Nezahualcóyotl |                                                                |
|                            |            | Reporte   |            | Asistencia: 6.000 espectadores Árbitro(s): Roberto Ríos Jácome    | Asistencia: 6.000 espectadores Árbitro(s): Roberto Ríos Jácome |

## Semifinales

### León-Correcaminos UAT
| 25 de abril de 2012, 20:00 | Correcaminos UAT         | 0:1 (0:1) | León | Estadio Marte R. Gómez, Ciudad Victoria                         |                                                                 |
|                            | Nelson Sebastián Maz 30' | Reporte   |      | Asistencia: 19.000 espectadores Árbitro(s): Roberto Ríos Jácome | Asistencia: 19.000 espectadores Árbitro(s): Roberto Ríos Jácome |

| 28 de abril de 2012, 20:00 | León | 0:0 (0:0) | Correcaminos UAT | Estadio Nou Camp, León                                             |                                                                    |
|                            |      | Reporte   |                  | Asistencia: 35.000 espectadores Árbitro(s): Gerardo García Acevedo | Asistencia: 35.000 espectadores Árbitro(s): Gerardo García Acevedo |

### Necaxa-Lobos BUAP
| 25 de abril de 2012, 16:00 | Lobos BUAP                                  | 3:0 (0:0) | Necaxa | Estadio Olímpico de la BUAP, Puebla                                   |                                                                       |
|                            | Gustavo Ramírez 47' 57' · David Jiménez 50' | Reporte   |        | Asistencia: 21.750 espectadores Árbitro(s): Oscar Bernardo Villagómez | Asistencia: 21.750 espectadores Árbitro(s): Oscar Bernardo Villagómez |

| 28 de abril de 2012, 18:00 | Necaxa                 | 1:0 (1:0) | Lobos BUAP | Estadio Victoria, Aguascalientes                                   |                                                                    |
|                            | Alejandro Castillo 27' | Reporte   |            | Asistencia: 23.000 espectadores Árbitro(s): Luis Enrique Santander | Asistencia: 23.000 espectadores Árbitro(s): Luis Enrique Santander |

## Final

### León-Lobos BUAP
| 2 de mayo de 2012, 16:00 | Lobos BUAP                     | 3:3 (3:1) | León                                                        | Estadio Olímpico de la BUAP, Puebla                          |                                                              |
|                          | Jair García 17' (pen.) 28' 32' | Reporte   | Luis Nieves 8' · Nelson Sebastián Maz 49' · Luis Montes 61' | Asistencia: 21.750 espectadores Árbitro(s): Obed Eliud Gómez | Asistencia: 21.750 espectadores Árbitro(s): Obed Eliud Gómez |

| 5 de mayo de 2012, 20:00 | León                                               | 4:0 (1:0) | Lobos BUAP | Estadio Nou Camp, León                                             |                                                                    |
|                          | Carlos Peña 23' · Nelson Sebastián Maz 76' 82' 84' | Reporte   |            | Asistencia: 30,866 espectadores Árbitro(s): Gerardo García Acevedo | Asistencia: 30,866 espectadores Árbitro(s): Gerardo García Acevedo |

|                          |
| CAMPEÓN León (4° título) |

## Final por el ascenso

### Máximos goleadores
Lista con los máximos goleadores del Ascenso MX, de acuerdo con los datos oficiales de la Página oficial de la Liga MX.
| Pos. | Jugador               | Equipo           | Goles |
| ---- | --------------------- | ---------------- | ----- |
| 1.°  | Nelson Sebastián Maz  | Club León        | 13    |
| 2.°  | Victor Hugo Lojero    | Necaxa           | 11    |
| 3.°  | Roberto Antonio Nurse | La Piedad        | 9     |
| 4.°  | Ever Guzmán           | Mérida FC        | 8     |
| 5.º  | Diego Alberto Olsina  | Correcaminos UAT | 6     |

| Predecesor: Apertura 2011 | Temporadas de la Liga de Ascenso de México Clausura 2012 | Sucesor: Apertura 2012 |